# Cadwallader Blayney
Pour les articles homonymes, voir Blayney (homonymie).
Cadwallader Davis Blayney (19 décembre 1802, Londres – 18 janvier 1874, Londres), 12e baron Blayney de Monaghan, est un militaire et homme politique irlandais.

## Biographie
Né à Dover Street (Mayfair, Londres), il est le fils de Andrew Thomas Blayney. Il est devenu lieutenant dans la 89e Régiment d'infanterie le 27 janvier 1825.
Blayney entre à la Chambre des communes britannique en 1830 comme député conservateur pour Monaghan et occupe le siège jusqu'à ce qu'il succède à son père comme baron en 1834. Sept ans plus tard, il est élu par les pairs représentant et rejoint la Chambre des lords.
Blayney est décédé à l'âge de 71 ans, à l'Hôtel Saint-James (Piccadilly), après avoir vécu dans le Carlton Club. Le titre s'est éteint à sa mort.